# Пам'ятки архітектури Городоцького району
У Городоцькому районі Львівської області нараховується 56 пам'яток архітектури.
| пор.№              | Найменування пам'ятки                                       | Датування      | Місцезнаходження                   | Охоронний № і номер у комплексі |
| ------------------ | ----------------------------------------------------------- | -------------- | ---------------------------------- | ------------------------------- |
| м.Городок          |                                                             |                |                                    |                                 |
| 1                  | Церква Благовіщення Пресвятої Богородиці (мур.)             | 1633 р.        | вул. Коцюбинського, 5              | 417 /1                          |
| 2                  | Дзвіниця церкви Благовіщення Пресвятої Богородиці (мур.)    | поч. XX ст.    | вул. Коцюбинського, 5              | 417 /2                          |
| 3                  | Костел Воздвиження Чесного Хреста (мур.)                    | XV-XVIII ст.   | вул. Львівська, 4                  | 416                             |
| 4                  | Костел францисканів (мур.)                                  | 1419 р.        | вул. Паркова, 3                    | 1346 /1                         |
| 5                  | Монастирські келії (мур.)                                   | 1419 р.        | вул. Паркова, 3                    | 1346 /2                         |
| 6                  | Церква Св. Івана Хрестителя (дер.)                          | 1755 р.        | вул. В. Стуса, 12                  | 418 /1                          |
| 7                  | Дзвіниця церкви Св. Івана Хрестителя (дер.)                 | 1863 р.        | вул. В. Стуса, 12                  | 418 /2                          |
| 8                  | Церква Св. Косми і Дем”яна з дзвіницею (мур.)               | 1805 р.        | с. Вишня                           | 1347                            |
| 9                  | Церква Преображення Господнього (дер.)                      | 1776 р.        | с. Грімне                          | 1348 /1                         |
| 10                 | Дзвіниця церкви Преображення Господнього (дер.)             | 1776 р.        | с. Грімне                          | 1348 /2                         |
| 11                 | Церква Введення в Храм Пресвятої Богородиці (дер.)          | 1693р.         | с. Заверещиця                      | 1349 /1                         |
| 12                 | Дзвіниця церкви Введення в Храм Пресвятої Богородиці (дер.) | XIX ст.        | с. Заверещиця                      | 1349 /2                         |
| 13                 | Церква Св. Миколая (мур.)                                   | 1810 р.        | с. Завидовичі                      | 1351 /1                         |
| 14                 | Дзвіниця церкви Св. Миколая (мур.)                          | 1810 р.        | с. Завидовичі                      | 1351 /2                         |
| 15                 | Церква Успіння Пресв”ятої Богородиці (дер.)                 | 1603 р.        | с. Кліцько                         | 1350 /1                         |
| 16                 | Дзвіниця церкви Успіння Пр. Богородиці (дер.)               | 1603 р.        | с. Кліцько                         | 1350 /2                         |
| м. Комарно         |                                                             |                |                                    |                                 |
| 17                 | Церква Св. Михаїла (дер.)                                   | 1754 р.        | вул. о. Петрика                    | 419 /1                          |
| 18                 | Дзвіниця церкви Св. Михаїла (дер.)                          | 1754 р.        | вул. о. Петрика                    | 419 /2                          |
| 19                 | Костел Різдва Богородиці (мур.)                             | 1654 р.        | пл. І. Франка                      | 421 /1                          |
| 20                 | Дзвіниця костелу Різдва Богородиці (мур.)                   | XVIII ст.      | пл. І. Франка                      | 421 /2                          |
| 21                 | Придорожній пам'ятник (мур.)                                | 1663 р.        | шлях на Кліцко                     | 420                             |
| 22                 | Костел Св. Дороти (мур.)/церква Покрови Пр. Богородиці/     | 1600 р.        | с. Тулиголове                      | 422                             |
| Місцевого значення |                                                             |                |                                    |                                 |
| 23                 | Церква Св.Василія (дер.)                                    | 1826 р.        | с. Бартатів                        | 442-І/М                         |
| 24                 | Дзвіниця ц-ви Св. Василія (дер)                             | 1826 р.        | с. Бартатів                        | 442-2/М                         |
| 25                 | Церква Косми і Дем’яна                                      | 1819 р.        | с. Галичани                        | 1569-М                          |
| 26                 | Вознесенська церква (дер.)                                  | XIX ст.        | с. Годвишня                        | 1570-М                          |
| 27                 | Церква св.Іллі (дер.)                                       | 1830 р.        | с. Зашковичі                       | 1571-М                          |
| 28                 | Церква Чесного Хреста                                       | 1888 р.        | с. Керниця                         | 1572-М                          |
| м. Комарно         |                                                             |                |                                    |                                 |
| 29                 | Плебанія                                                    | 1774 р.        | вул. Щирецька, 1                   | 1792-І/М                        |
| 30                 | Житловий будинок (мур.)                                     | 1889 р.        | вул. Черника (Кошового), 5         | 1791-М                          |
| 31                 | Громадський будинок (мур.)                                  | поч. XVIII ст. | пл. І.Франка, 12                   | 1788-М                          |
| 32                 | Житловий будинок (мур.)                                     | п. XX ст.      | пл.І.Франка,32                     | 1789-М                          |
| 33                 | Корчма (мур.)                                               | ХУІІІ ст.      | пл. І.Франка, 40                   | 1790-М                          |
| 34                 | Церква Св.ап.Петра і Павла                                  | 1927 р.        | вул. Січових Стрільців, 5          | 1802-І/М                        |
| 35                 | Дзвіниця ц-ви Св. ап. Петра і Павла                         | 1927 р.        | вул. Січових Стрільців, 5          | 1802-2/М                        |
| 36                 | Будинок суду                                                | XIX ст.        | вул. Січових Стрільців, 7          | 1801-М                          |
| 37                 | Житловий будинок                                            | 1927 р.        | вул. Січ. Стрільців, 21            | 1794-М                          |
| 38                 | Житловий будинок                                            | 1928 р.        | вул. Січ. Стрільців, 23            | 1795-М                          |
| 39                 | Заїзджий двір                                               | ХХ ст.         | вул. Січ. Стрільців, 26            | 1796-М                          |
| 40                 | Житловий будинок                                            | 1920 р.        | вул. Січ. Стрільців, 28            | 1797-М                          |
| 41                 | Житловий будинок                                            | 1928 р.        | вул. Січ. Стрільців, 29            | 1799-М                          |
| 42                 | Житловий будинок                                            | 1930 р.        | вул. Січ. Стрільців, 30            | 1798-М                          |
| 43                 | Житловий будинок                                            | 1920 р.        | вул.Січ. Стрільців, 34             | 1800-М                          |
| 44                 | Палац                                                       | п. XX ст.      | вул. Самбірська, 72 (с. Переможне) | 445-І/М                         |
| 45                 | Флігель                                                     | п. XX ст.      | вул. Самбірська, 72                | 445-2/М                         |
| 46                 | Парк                                                        | п. XX ст.      | вул. Самбірська, 72                | 445-3/М                         |
| 47                 | Церква Св. Іллі (дер.)                                      | 1720 р.        | с. Лісновичі                       | 1573-М                          |
| смт.Любінь Великий |                                                             |                |                                    |                                 |
| 48                 | Адмінкорпус санаторію                                       | 1870-1880 рр.  | вул. Львівська, 14                 | 443-І/М                         |
| 49                 | Будинок санаторію                                           | 1870-1880 рр.  | вул. Львівська, 14                 | 443-2/М                         |
| 50                 | Каплиця                                                     | 1880 р.        | вул. Львівська, 14                 | 443-3/М                         |
| 51                 | Перше джерело                                               | 1869 р.        | вул. Львівська, 14                 | 443-4/М                         |
| 52                 | Джерело Яблонського                                         | 1881 р.        | вул. Львівська, 14                 | 443-5/М                         |
| 53                 | Палац                                                       | 1845 р.        | вул. Замкова, 5                    | 444-М                           |
| 54                 | Церква Введення в храм Пресвятої Богородиці (дер.)          | 1799 р.        | с. Мшана                           | 1574-М                          |
| 55                 | Церква Св. Дмитра                                           | 1883 р.        | с. Путятичі                        | 1575-М                          |
| 56                 | Церква Покрови Пресвятої Богородиці (дер.)                  | 1714 р.        | с. Рубанівка                       | 2499-М                          |

## Джерело
- Перелік пам'яток Львівської області [Архівовано 16 вересня 2012 у Wayback Machine.]